# Тип 99 (САУ)
155-мм самоходная гаубица Тип 99 (яп. 99式自走155mm榴弾砲 Кю:-кю:-сики дзисо: хяку-годзю:-го мири рю:данхо:) — японская самоходная гаубица. 

## История
Пришла на смену морально устаревшей САУ Тип 75 Сухопутных сил самообороны Японии
В 2010 году на вооружении японских войск находилось 117 гаубиц
Несмотря на интерес к САУ армий нескольких стран мира, её экспорт был запрещен японским законодательством.

## На вооружении
- Япония — по данным отчета Японии в ООН, в 2020 году было выпущено шесть самоходных гаубиц "тип 99"; в результате, их общее количество на вооружении увеличилось до 130 шт.[3]